# Petrus Spilhammar
Pehr Spilhammar, även Pehr Spilhammar, född 1693 i Viksta församling, Uppsala län, död 9 april 1752 i Vassunda församling, Uppsala län, var en svensk präst.

## Biografi
Efter att ha fått venia i Uppsala stift redan när han  var student och informator fick Spilhammar som prästvigd missiv till Västra Ryds församling samt den närliggande Näs församling, där han blev komminister.
1732 föreslog konsistoriet till greve von Fersen Spilhammar för tjänsten som kyrkoherde i Viksta församling. Församlingen ska dock inte ha accepterat förslaget. Spilhammar blev kyrkoherde tre år senare men i Vassunda församling 1735 där han stannade fram till sin död 1752.

## Familj
Petrus Spilhammar var son till ryttmästare Anders Larsson Spilhammar och Anna Ersdotter Wik. Han var gift med Susanna Jannau. De fick två söner och två döttrar.